# Hallingby
Hallingby is een plaats in de Noorse gemeente Ringerike, provincie Buskerud. Hallingby telt 779 inwoners (2007) en heeft een oppervlakte van 0,74 km².